# Mvoung (Departement)
Mvoung ist ein Departement in der Provinz Ogooué-Ivindo in Gabun und liegt zentral. Das Departement hatte 2013 etwa 4000 Einwohner.

## Gliederung
- Ovan